# Ministro Andreazza
Ministro Andreazza là một đô thị thuộc bang Rondônia, Brasil. Đô thị này có diện tích 875,31 km², dân số năm 2007 là 10333 người, mật độ 11,8 người/km².